# Nina Tower
Nina Tower – wieżowiec w Hongkongu, w Chinach, o wysokości 318,8 m. Budynek otwarto w 2007, posiada 80 kondygnacji.
Wieżowiec posiada dla biur 258 miejsc parkingowych i 39 miejsc parkingowych dla ciężarówek.